# Rhinecanthus aculeatus
Rhinecanthus aculeatus là một loài cá biển thuộc chi Rhinecanthus trong họ Cá bò da. Loài này được mô tả lần đầu tiên vào năm 1758.

## Từ nguyên
Tính từ định danh aculeatus trong tiếng Latinh có nghĩa là "gai góc", hàm ý không rõ, nhiều khả năng đề cập đến 3 hàng gai nhỏ, màu đen trên cuống đuôi của loài cá này.

## Phạm vi phân bố và môi trường sống
R. aculeatus có phân bố rộng khắp khu vực Ấn Độ Dương - Thái Bình Dương, và còn được tìm thấy ở cả Đông Đại Tây Dương.
Từ bờ biển Đông Phi, R. aculeatus được phân bố trải dài về phía đông đến tận Polynésie thuộc Pháp và quần đảo Pitcairn, ngược lên phía bắc đến vùng biển phía nam Nhật Bản (gồm cả quần đảo Ogasawara) và quần đảo Hawaii, xa về phía nam đến bang New South Wales và đảo Lord Howe (Úc); ở Đại Tây Dương, R. aculeatus xuất hiện ngoài khơi Sénégal và Nam Phi, và tại Cabo Verde.
R. aculeatus cũng được ghi nhận tại Việt Nam, gồm Nha Trang (Khánh Hòa), đảo Lý Sơn (Quảng Ngãi) và Ninh Thuận,  bao gồm cả quần đảo Hoàng Sa và quần đảo Trường Sa.
R. aculeatus thường sống trên đới mặt bằng rạn ở vùng dưới triều và trong đầm phá.

## Mô tả
Chiều dài cơ thể lớn nhất được ghi nhận ở R. aculeatus là 30 cm, nhưng thường không vượt quá 15–20 cm. Thân dưới gần như là màu trắng, xám dần lên trên. Thân dưới có các vệt xám đen và trắng xanh hội tụ tại một vệt đen lớn giữa thân. Có một vệt nâu lục từ dưới mắt băng xuống gốc vây ngực. Phía trên mắt có 4 vạch ngắn màu xanh lơ, dưới mắt có 3 đường sọc dài hơn cùng màu. Một sọc cam từ ngực kéo dài đến mõm, một sọc cam khác từ vệt đen lớn ngược lên vây lưng sau. Cuống đuôi có 3 hàng gai nhỏ màu đen. Các vây trắng nhạt.
Số gai ở vây lưng: 3; Số tia vây ở vây lưng: 24–26; Số gai ở vây hậu môn: 0; Số tia vây ở vây hậu môn: 21–23; Số tia vây ở vây ngực: 13–14.

## Sinh thái học

### Thức ăn
R. aculeatus là loài ăn tạp, thức ăn của chúng bao gồm tảo, vụn hữu cơ, các loài nhuyễn thể, giáp xác, cầu gai, san hô, sống đuôi, trùng lỗ cũng như những loài cá khác nhỏ hơn.

### Sinh sản
Cá đực và cá cái đều thiết lập cho riêng mình một lãnh thổ, nhiều cá thể có thể giữ một lãnh thổ trong hơn 8 năm. Lãnh thổ của cá đực có thể chồng lên 2–3 lãnh thổ của cá cái. Điều này cho thấy, R. aculeatus đực sống theo nhóm hậu cung, nhưng hình thức giao phối một vợ một chồng cũng đã được quan sát ở chúng.
Sinh sản theo cặp xảy ra vào khoảng thời gian mặt trời mọc, trong khoảng 1 tuần vào thời điểm trăng non hoặc trăng tròn. Cá cái bảo vệ và chăm sóc trứng cho đến khi chúng nở, bắt đầu từ lúc mặt trời lặn. Trung bình, cá cái đẻ trứng nhiều nhất là 3 lần trong mỗi thời điểm. Cá cái đạt được số lần giao phối nhiều hơn khi kết đôi với cá đực có kích thước lớn.
Trong quá trình thực hiện màn tán tỉnh, các cặp R. aculeatus bơi vòng tròn và chạm vào nhau.

### Tăng trưởng
Trong một khảo sát ở đảo Okinawa (Nhật Bản), tuổi của R. aculeatus được xác định bằng cách kiểm tra đoạn mỏng của gai vây lưng thứ nhất và đốt sống bụng thứ hai. Tuổi lớn nhất của cá đực là 13,5 và cá cái là 9,5 năm tuổi. Sự tăng trưởng diễn ra nhanh trong 2,5 năm đầu tiên ở cả hai giới, nhưng đường cong tăng trưởng sau đó sẽ khác nhau. Do đó, cá đực có kích thước lớn hơn và độ tuổi lớn hơn cá cái.

### Tạo âm thanh
R. aculeatus vẫy vây ngực giúp đẩy một hệ thống gồm ba mảng vảy ép vào bong bóng cá, từ đó tạo ra một chuỗi các xung phát ra nghe như tiếng trống đánh liên hồi trong thời lượng trung bình khoảng 85 mili giây.

### Nhìn màu sắc
R. aculeatus có thể phân biệt màu sắc nhờ vào tế bào hình nón kép.

## Cá cảnh
R. aculeatus là một loài khá phổ biến trong ngành thương mại cá cảnh.